# Le Cèdre bleu
Pour les articles homonymes, voir Cèdre bleu.
Le Cèdre bleu est une barre d'habitation de la ville française de Nancy, situé dans le quartier du Haut-du-Lièvre. Long de 410 m à l'origine, il a été le HLM le plus long d’Europe. Sa construction a débuté en mars 1958 et sa démolition partielle est intervenue en juin 2023 ; le corps de bâtiment unique est alors scindé en trois immeubles plus petits, qui sont aussi modernisés lors de cette opération de renouvellement urbain. À proximité se trouve une autre barre, Le Tilleul argenté (long de 300 m).

## Histoire
La construction du Cèdre bleu a débuté en mars 1958 et sa démolition partielle a eu lieu en juin 2023 ; long de 410 m, il a été le HLM le plus long d’Europe et est toujours actuellement l’un des plus longs[réf. nécessaire],,,,,,.